# Layla (Eric Clapton)
Layla is een rockklassieker van Derek and the Dominos. Het nummer kwam in 1970 uit als single. Aanleiding van het nummer is de liefde van voorman Eric Clapton voor Pattie Boyd, toenmalig echtgenote van zijn vriend en ex-Beatle George Harrison. Het nummer is geïnspireerd op een verhaal over de Perzische (Iraanse) Layla, die wordt aanbeden door Majnun. Deze wordt waanzinnig over het feit dat hij de onbereikbare Layla nooit lief zou kunnen hebben (zie Layla en Majnun). Het nummer wordt onder andere gekenmerkt door de slidegitaar die door Duane Allman werd gespeeld.
In het najaar van 1992 scoorde Eric Clapton een wereldhit met een akoestische versie van het nummer. In zijn thuisland het Verenigd Koninkrijk had het met een 45e positie in de UK Singles Chart niet veel succes. In Nederland was de plaat op donderdag 1 oktober 1992 de allerlaatste TROS Paradeplaat op Radio 3 en werd een grote hit. De plaat bereikte de 4e positie in de Nederlandse Top 40 en de 8e positie in de Nationale Top 100. In België bereikte de plaat de 19e positie in de Vlaamse Ultratop 50 en de 22e positie in de Vlaamse Radio 2 Top 30.
In 1993 maakt de Britse housegroep Fortran 5 een cover van het nummer voor hun album Bad Head Park.
Het nummer eindigt met een pianogedeelte gespeeld door Jim Gordon. Gordon had de melodie hiervan gestolen uit het nummer Time van Booker T. Jones en Priscilla Coolidge, de zus van Gordons toenmalige vriendin Rita. Rita Coolidge had de rif geschreven, maar heeft hier geen erkenning voor gekregen.

## In populaire cultuur
- Walter Grootaers, frontzanger van de Vlaamse rockgroep De Kreuners, noemde zijn dochter naar dit nummer. In 1982 bracht de groep zelf ook een single uit die Layla heette en over zijn dochter ging. Dit lied is echter géén cover van Claptons nummer.[3]
- In het De Kiekeboes-album Schiet niet op de pianist wordt Konstantinopel Kiekeboe verliefd op een meisje dat Layla heet. Hij verklaart hierop dat het hem "als muziek in de oren klinkt". Dit is een verwijzing naar Claptons liedje.
- De piano outro werd gebruikt in de film Goodfellas van regisseur Martin Scorsese.

### NPO Radio 2 Top 2000
| Nummers met noteringen in de NPO Radio 2 Top 2000 | '99 | '00 | '01 | '02 | '03 | '04 | '05 | '06 | '07 | '08 | '09 | '10 | '11 | '12 | '13 | '14 | '15 | '16 | '17 | '18 | '19 | '20 | '21 | '22 | '23 | '24 |
| ------------------------------------------------- | --- | --- | --- | --- | --- | --- | --- | --- | --- | --- | --- | --- | --- | --- | --- | --- | --- | --- | --- | --- | --- | --- | --- | --- | --- | --- |
| Layla (Derek and the Dominos)                     | 216 | 440 | 623 | 465 | 332 | 508 | 543 | 623 | 593 | 526 | 491 | 612 | 677 | 558 | 515 | 633 | 771 | 919 | 833 | 599 | 732 | 713 | 773 | 778 | 843 | 752 |
| Layla (Eric Clapton)                              | -   | 184 | 149 | 188 | 175 | 187 | 199 | 211 | 274 | 200 | 194 | 217 | 186 | 262 | 198 | 244 | 259 | 281 | 289 | 262 | 340 | 366 | 404 | 461 | 521 | 563 |

1. ↑  Een '-' betekent dat het nummer niet was genoteerd en een vetgedrukt getal geeft de hoogste notering van een nummer aan.